# Rusahinili

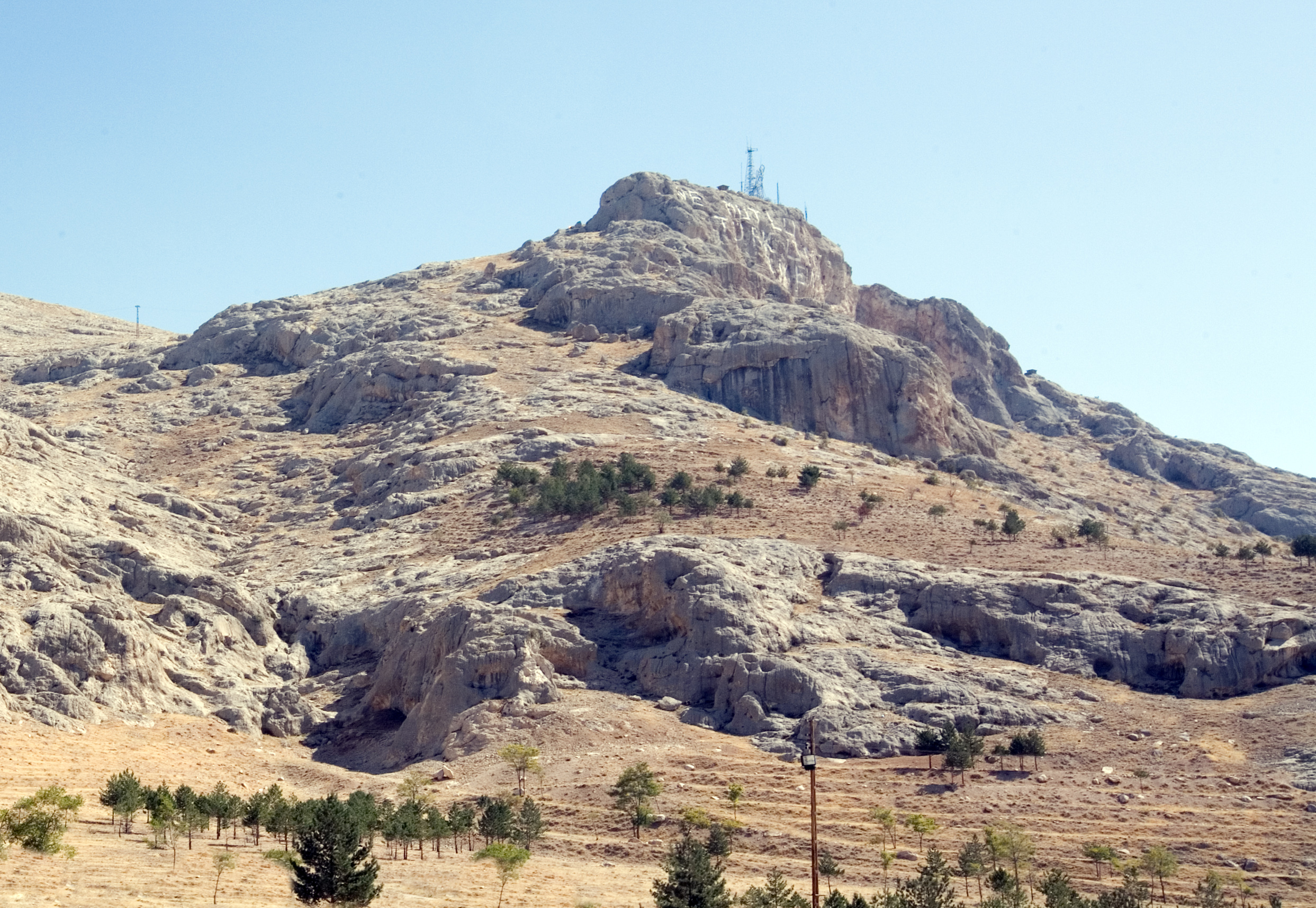
Skała Toprakkale, na której znajdowało się Rusahinili

Rusahinili (orm. Ռուսախինլի) – stolica starożytnego państwa Urartu w końcowym okresie jego istnienia. Miasto znajdowało się na skale Toprakkale na wschód od współczesnego tureckiego miasta Wan. Rusahinili zostało zbudowane za czasów panowania Rusy I, po tym, jak w 735 roku p.n.e. król asyryjski Tiglat-Pileser III zadał klęskę jego ojcu – Sarduriemu II. Na skutek najazdu Asyryjczyków na Urartu poprzednia stolica, Tuszpa, została zburzona. Nowa stolica, Rusahinili, otrzymała nazwę na cześć jej założyciela – Rusy I.

## Historia badań nad Rusahinili
O tym, że istniało państwo Urartu, uczeni dowiedzieli się w połowie XIX wieku, kiedy do Europy dotarły kopie napisów ze Skały Wan. Wykopaliska w Toprakkale zostały zapoczątkowane w 1879 roku przez konsula angielskiego w Turcji. Najwięcej uwagi poświęcono wówczas świątyni, której ruiny znajdowały się na północnym skłonie skały. Na skutek wykopalisk odkryto także wiele przedmiotów, w tym ozdoby, tarcze królewskie, ozdobne fryzy kamienne. Większość znalezisk przewieziono do Muzeum Brytyjskiego. W latach 1898–1899 na Toprakkale pracowała niemiecka ekspedycja archeologiczna na czele z C.F. Lehmanem-Hauptem. Część znalezisk została wywieziona do Muzeum Pergamońskiego w Berlinie. Większość zabytków została przekazana do nowo powstałego muzeum w Wanie. Rezultaty badań ekspedycji niemieckiej zostały zawarte w wielotomowym dziele C.F. Lehmanna-Haupta. W latach 1911–1912 wykopaliskami interesował się I.A. Orbeli.

## Miejski system wodny
W Rusahinili został zbudowany system kanałów, doprowadzający wodę do miasta. 30 km od Toprakkale stworzono sztuczne jezioro z kilkoma zaporami wodnymi. Jezioro znajdowało się o 900 m wyżej niż miasto i było połączone z nim przy pomocy dwóch kanałów. Taka konstrukcja zapewniła stały dopływ wody do Rusahinili oraz umożliwiła zagospodarowanie pobliskich obszarów pod pola uprawne i sady. Prędkość wody w kanałach wynosiła około 2,5–3 m³/s. Konstrukcja hydrotechniczna Rusy I istniała do 1891 roku, gdy została zburzona na skutek powodzi i braku konserwacji.